# Prowincja św. Jadwigi Zakonu Braci Mniejszych we Wrocławiu
Prowincja św. Jadwigi Zakonu Braci Mniejszych – jedna z pięciu istniejących w Polsce prowincji, należących do pierwszego zakonu św. Franciszka z Asyżu (OFM). Główną jej patronką jest św. Jadwiga Śląska, a patronami drugorzędnymi: św. Anna i św. Józef. Kuria Prowincjalna znajduje się w zespole klasztornym pod wezwaniem św. Antoniego Padewskiego przy al. Jana Kasprowicza 26 we Wrocławiu.

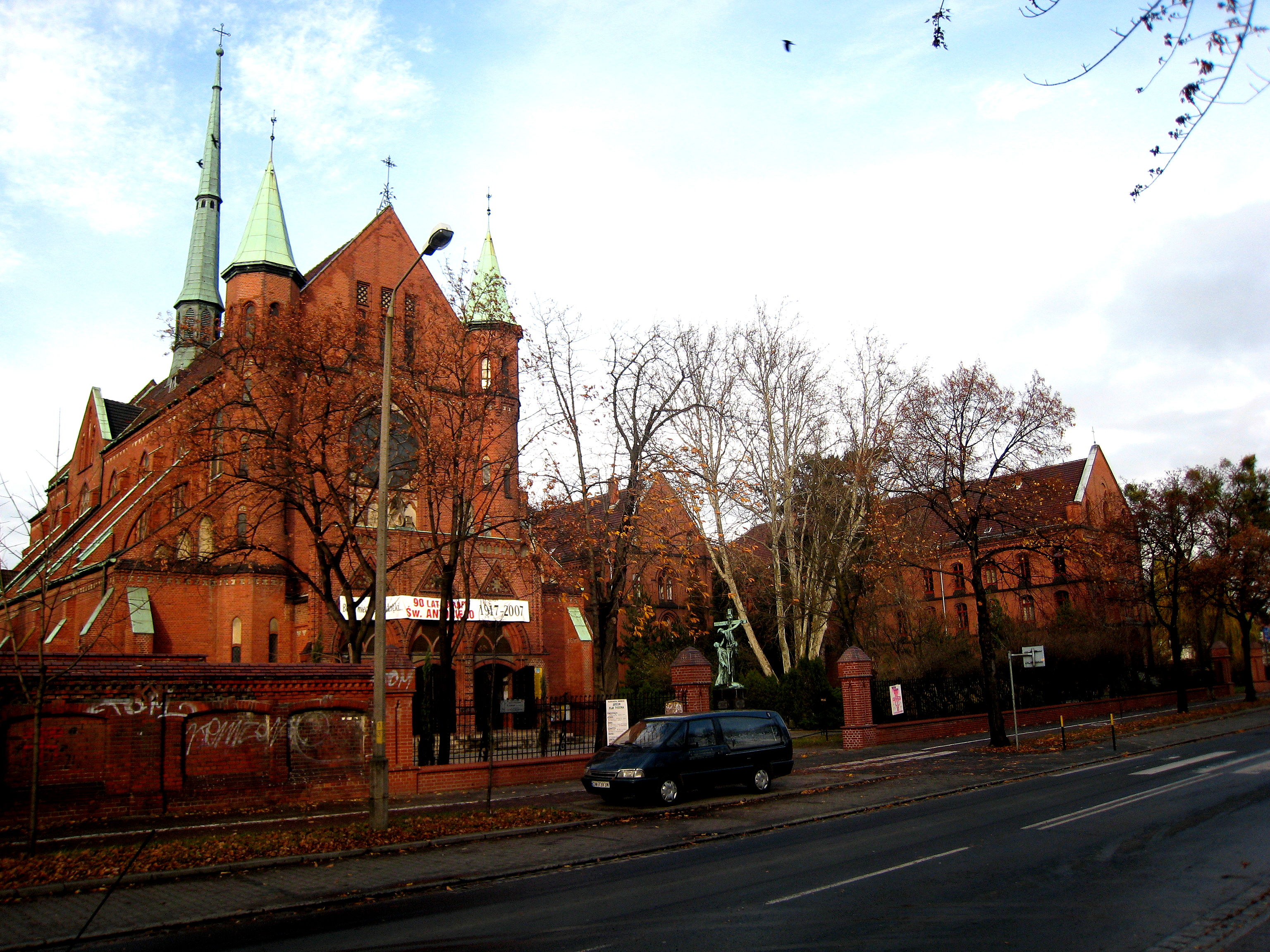
Kuria Prowincjalna, Wyższe Seminarium Duchowne Franciszkanów, Kościół pw. św. Antoniego we Wrocławiu.

## Historia
Powstanie Prowincji św. Jadwigi Zakonu Braci Mniejszych łączy się z datą 14 lipca 1902 roku. W tym dniu wikariusz generalny zakonu o. Dawid Flemming OFM wydał dekret, na mocy którego powstała kustodia św. Jadwigi na Śląsku, samodzielna jednostka administracyjna w Zakonie Braci Mniejszych. Stanowiły ją klasztory w Górze Świętej Anny, Katowicach (Panewniki), Nysie, dwa domy w Prudniku (Las i Góra) i dwa we Wrocławiu (św. Idzi i św. Antoni), które na przełomie XIX/XX w. należały do saksońskiej Prowincji Świętego Krzyża, rozciągającej się na terytorium Westfalii, Nadrenii i Śląska.
Z biegiem czasu kustodia rozwijała się liczbowo i powstawały jej nowe wspólnoty, m.in. w Berlinie. W dniu 11 listopada 1911 roku minister generalny o. Pacyfik Monza OFM podniósł ją do rangi prowincji.
Po II wojnie światowej, ze względu na sytuację polityczną i zmianę granic państwowych w Europie, 2 sierpnia 1946 roku minister generalny o. Pacyfik Perantoni OFM obniżył status prowincji do poziomu komisariatu, rangą niższego nawet od kustodii. Z 16 klasztorów przedwojennych w jego granicach pozostało 11. Powrót do statusu "prowincji" nastąpił 15 grudnia 1972 roku, mocą dekretu ministra generalnego o. Konstantyna Kosera OFM.

## Stan obecny
Prowincja św. Jadwigi Zakonu Braci Mniejszych liczy ponad dwustu braci i ma swoje wspólnoty na terenie Polski - na Śląsku, nadto w Niemczech, Norwegii, Włoszech i Kazachstanie.
Całość prowincji stanowi 27 wspólnot zakonnych: w Polsce – Borki Wielkie, Duszniki-Zdrój, Duszniki-Zdrój – Zieleniec, Gliwice, Głubczyce, Góra Świętej Anny (dwie wspólnoty: jedna przy sanktuarium św. Anny, druga w Domu Pielgrzyma), Kłodzko, Kryniczno, Legnica, Ligota Wielka, Nysa, Prudnik, Racibórz, Wambierzyce, Wrocław-Karłowice, Wrocław-Sołtysowice, Zawadzkie, i Złotoryja; w Niemczech – Görlitz, Gößweinstein, Grafrath, Marienweiher; w Norwegii – Larvik; we Włoszech – Falconara Marittima, w Kazachstanie – Ałmaty i Tałdykorgan.

## Uczelnia
Od przeszło stu dwudziestu lat istnieje w Prowincji św. Jadwigi Wyższe Seminarium Duchowne Franciszkanów "Antonianum", z siedzibą we Wrocławiu (Karłowice). Jest ono afiliowane do Papieskiego Wydziału Teologicznego we Wrocławiu, co sprawia, iż studenci zakonni mogą zdobywać magisterium z teologii. W latach 1995–2015 seminarium wydawało Zeszyty Naukowe „Quaestiones Selectae”, w których publikowali artykuły naukowe między innymi jego profesorowie.

## Sanktuaria
Przez braci mniejszych Prowincji św. Jadwigi obsługiwanych jest pięć sanktuariów o statusie diecezjalnym; w diecezji opolskiej: Międzynarodowe Sanktuarium św. Anny w Górze Świętej Anny i Sanktuarium św. Józefa w Prudniku; w diecezji świdnickiej: Sanktuarium Wambierzyckiej Królowej Rodzin w Wambierzycach; w archidiecezji bamberskiej (Niemcy): Sanktuarium Trójcy Przenajświętszej w Gößweinstein i Sanktuarium Nawiedzenia NMP w Marienweiher. Ponadto bracia okazyjnie wspomagają w posługach w Diecezjalnym Sanktuarium św. Franciszka z Asyżu w Jutrzynie.

## Ewangelizacja misyjna
Pierwsze wzmianki o charyzmacie misyjnym Prowincji św. Jadwigi sięgają jej początków. Do Ziemi Świętej wyjechali: br. Godehard Wojaczek, o. Józef Kiera, o. Albert Rittner, o. Stanisław Kraus, o. Władysław Schneider i Bertrand Zimoląg. Na misje do Chin udał się o. Maurus Kluge, a z biegiem czasu jego śladami podążali br. Feliks Zilas, br. Burchard Gerhrmann i br. Kazimierz Orleański. Wśród Japończyków na Sachalinie, wyspie na Oceanie Spokojnym, misjonował o. Agnellus Kowarz; tam albo w innych regionach Japonii pracowali również o. Jan Kapistran Kwiotek, o. Rajmund Tchorz, o. Marcin Plottnik i o. Damazy Golla. Do Australii wyjechali br. Albert Depta i br. Sebastian Mansfeld, do Brazylii – o. Alojzy Walter, do Cyrenajki w Libii – br. Laurenty Dissarz, do Szwecji – o. Augustyn Rodewald, a do USA – br. Norbert Tunkel i br. Wolfgang Pruski.
W ostatnich dwudziestu pięciu latach bracia mniejsi ze Śląska pracowali lub pracują w Ameryce Południowej – Boliwia; w Afryce – Burkina Faso, Kenia, Libia, Malawi, Maroko, Togo, Uganda i Wybrzeże Kości Słoniowej; w Azji – Kazachstan i Tajlandia; w Europie – Albania, Litwa, Rosja, Ukraina i Ziemia Święta. Pierwsi misjonarze czasu powojennego udali się do Boliwii: o. Grzegorz Rudol (+1986) i o. Zygmunt Skrzydło (+2009). Z drugiej grupy misyjnej o. Bonifacy Antoni Reimann został biskupem Wikariatu Apostolskiego Ñuflo de Chávez (2011). Pionierami w Afryce byli: o. Ryszard Dzierzenga, pierwszy minister prowincjalny Prowincji Wcielonego Słowa w Afryce Zachodniej (2001-2007), i o. Rafał Segieth. Późniejszy misjonarz afrykański, o. Sebastian Andrzej Unsner, był tministrem prowincjalnym Prowincji św. Franciszka, która rozciąga się we Wschodniej Afryce: Kenii i Malawi oraz na wyspach: Madagaskarze i Mauritiusie. Szlak misyjny w Ziemi Świętej na nowo przetarł o. Kazimierz Zdrzałek (+2007).

## Ewangelizacja zwyczajna
Regularną ewangelizację franciszkanie rozwijają w parafiach przez nich administrowanych, szkołach, gdzie nauczają religii, w kościołach, prowadząc misje ludowe, rekolekcje czy dni skupienia. Na szczególną uwagę zasługuje Święto Młodzieży, które od 1997 roku odbywa się w Górze Świętej Anny. Uczestniczy w nim ok. 1500-2000 młodzieży. Stwarza ono możliwość spotkania się młodzieży, podjęcia refleksji na temat własnej godności, sensu życia i powołania chrześcijańskiego. Młodzież ma możliwość rozmowy z osobą duchowną albo specjalistą z zakresu psychiki i zdrowia ludzkiego, małżeństwa i rodziny.

## Wydawnictwo
Charyzmat wydawniczy prowincja rozwijała prowadząc do roku 2016 Franciszkańskie Wydawnictwo św. Antoniego we Wrocławiu. Od stulecia, z przerwą spowodowaną II wojną światową i komunistycznym okresem powojennym, ukazuje się w dalszym ciągu miesięcznik „Głos św. Franciszka”, adresowany głównie do franciszkanów świeckich.

## Preferencyjna opcja na rzecz ubogich
- Ze względu na opcję preferencyjną na rzecz ubogich w Zakonie Braci Mniejszych, franciszkanie otworzyli ubogim swoje pomieszczenia. Wyróżniają się tutaj klasztory w Głubczycach, Nysie i Wrocławiu (Karłowice). W pierwszym domu działała Franciszkański Ośrodek Pomocy Dzieciom, w drugim Młodzieżowy Ośrodek Wychowawczy, a w trzecim Świetlica Środowiskowa „Tobiaszki” i Warsztat Terapii Zajęciowej „Muminki”.

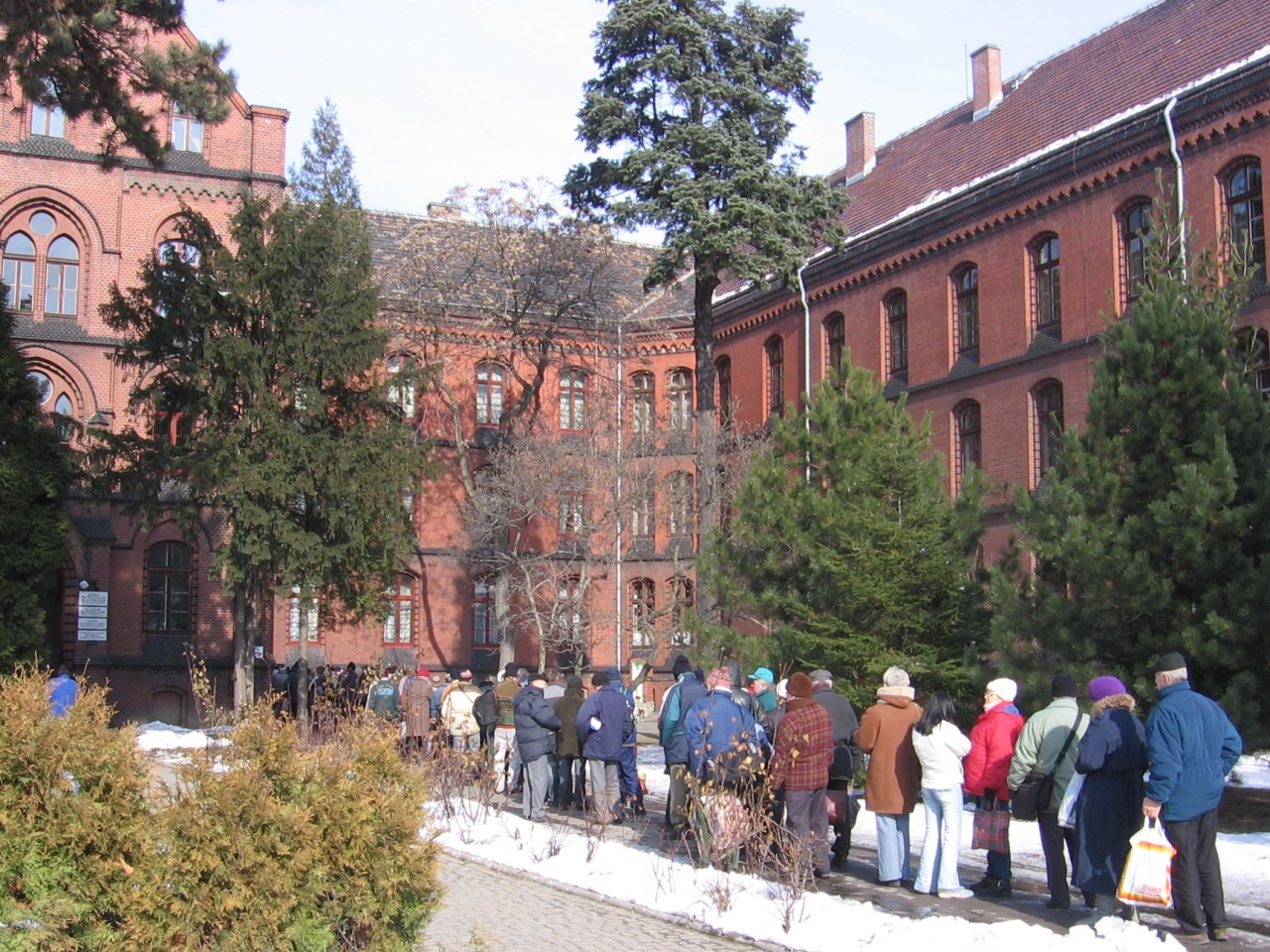
Franciszkańska kuchnia charytatywna we Wrocławiu

- Działalność specyficznie charytatywną bracia mniejsi Prowincji św. Jadwigi prowadzą w każdym klasztorze, w wymiarze mniejszym czy większym. Ich legitymacją jest jednak „Kuchnia Charytatywna” we Wrocławiu. W niej codziennie otrzymuje posiłek ok. 350-450 osób starszych, samotnych, bezdomnych, z rodzin wielodzietnych itp. Przychodzą do niej nie tylko miejscowi parafianie karłowiccy, ale również ludzie z miasta, a nawet spoza Wrocławia. Placówka nie ogranicza się wydawania posiłków. Udziela też wsparcia finansowego ubogim rencistom czy emerytom, wykupując im lekarstwa, oraz rodzinom wielodzietnym, kupując dzieciom wyprawki i obiady szkolne.

## Wyżsi przełożeni (ministrowie prowincjalni, kustosze, komisarze)
1. o. Alard Wiertelarz (1902-1905)
2. o. Krystian Antoni Kosubek (1905-1915)
3. o. Jerzy Alojzy Simon (1915-1921, 1930-1933)
4. o. Kazimierz Adolf Krajczyk (1921-1930)
5. o. Norbert Egidiusz Bombis (1933-1936)
6. o. Odilo Franciszek Schmidt (1936-1942)
7. o. Hieronim Artur Trupmke (1942-1946)
8. o. Ambroży Edmund Lubik (1946-1957)
9. o. Bertold Józef Altaner (1957-1967)
10. o. Fidelis Paweł Klosa (1967-1979)
11. o. Dominik Krystian Kiesch (1979-1988)
12. o. Bazyli Ernest Iwanek (1988-1994)
13. o. Błażej Bernard Kurowski (1994-2003)
14. o. Wacław Stanisław Chomik (2003-2012)
15. o. Alan Tomasz Brzyski (2012-2022)
16. o. Alard Maliszewski (od 2022)